# Хашани (Босанска Крупа)
Хашани је насељено место у Босни и Херцеговини, у општини Босанска Крупа. Административно припада Федерацији Босне и Херцеговине, односно њеном Унско-санском кантону. Према попису становништва из 2013. у насељу је било 5 становника, а већинску популацију пре рата чинили су Срби.
Након рата у БиХ, највећи део насеља Хашани ушао је у састав општине Крупа на Уни у Републици Српској.

## Становништво
По последњем службеном попису становништва из 2013. године у овом насељу живело је 5 становника, а село је пре рата било етнички хомогено са већинском српском популацијом.
| Националност | 2013. | 1991.        | 1981.        | 1971.        |
| Бошњаци      | —     | 0            | 0            | 1 (0,13%)    |
| Срби         | —     | 414 (100,0%) | 607 (98,22%) | 774 (99,23%) |
| Југословени  | —     | 0            | 9 (1,46%)    | 1 (0,13%)    |
| Црногорци    | —     | 0            | 2 (0,32%)    | 0            |
| остали       | —     | 0            | 0            | 4 (0,51%)    |
| Укупно       | 5     | 414          | 618          | 780          |